# Stagmatoptera vischeri
Stagmatoptera vischeri är en bönsyrseart som beskrevs av Werner 1933. Stagmatoptera vischeri ingår i släktet Stagmatoptera och familjen Mantidae. Inga underarter finns listade i Catalogue of Life.